# Salle philharmonique de Liège
Résidence
La Salle philharmonique de Liège, anciennement Salle des fêtes du Conservatoire royal de Liège, est une salle de spectacle située sur le boulevard Piercot à Liège.

## Historique
Témoin majeur de l'architecture du XIXe siècle à Liège, elle a été conçue à partir de 1878 par Louis Boonen, fonctionnaire de la Ville, relayé ensuite par Laurent Demany (1827-1898). Elle est inaugurée le 30 avril 1887 après plus de cinquante années de réclamations auprès des autorités. Elle est conçue sur le modèle de théâtre à l'italienne avec un plan en fer à cheval. Conçue dans un style éclectique en combinant les styles néo-Renaissance et néo-Louis XVI. Sa façade s'étire sur une largeur de 46 m et s'articule symétriquement autour d'un avant-corps central en saillie.
Au début du XXe siècle, elle est, avec le Théâtre Royal qui joue essentiellement un registre français d'opéras, de grands opéras et opérettes, un pilier essentiel de la vie musicale liégeoise
Restaurée de 1998 à 2000, la salle comporte 1 162 places assises. Dix toiles du peintre Émile-Édouard Berchmans ornent la coupole sur le thème Apollon et les neuf Muses. Particulièrement vaste, la scène est ornée de peintures murales d'Edgar Scauflaire (1954), sous forme d'allégories des compositeurs liégeois André Grétry et César Franck.
Lors de sa réouverture en septembre 2000 après deux ans de complète rénovation, Jean-Pierre Rousseau propose de la rebaptiser "Salle philharmonique" puisqu'elle est désormais gérée par l'Orchestre philharmonique royal de Liège. 